# Кербівілл (Техас)
Кербівілл (англ. Kirbyville) — місто (англ. city) в США, в окрузі Джеспер штату Техас. Населення — 2036 осіб (2020).

## Географія
Кербівілл розташований за координатами 30°39′30″ пн. ш. 93°54′0″ зх. д. / 30.65833° пн. ш. 93.90000° зх. д. (30.658199, -93.900070).  За даними Бюро перепису населення США в 2010 році місто мало площу 6,28 км², з яких 6,26 км² — суходіл та 0,02 км² — водойми.

### Клімат
| Клімат : Кербівілл      | Клімат : Кербівілл | Клімат : Кербівілл | Клімат : Кербівілл | Клімат : Кербівілл | Клімат : Кербівілл | Клімат : Кербівілл | Клімат : Кербівілл | Клімат : Кербівілл | Клімат : Кербівілл | Клімат : Кербівілл | Клімат : Кербівілл | Клімат : Кербівілл | Клімат : Кербівілл |
| Показник                | Січ.               | Лют.               | Бер.               | Квіт.              | Трав.              | Черв.              | Лип.               | Серп.              | Вер.               | Жовт.              | Лист.              | Груд.              | Рік                |
| Абсолютний максимум, °C | 32,2               | 30,0               | 32,2               | 36,7               | 36,1               | 38,3               | 40,0               | 40,6               | 40,6               | 36,7               | 34,4               | 30,6               | 40,6               |
| Середній максимум, °C   | 13,9               | 15,6               | 20,0               | 24,4               | 28,3               | 31,7               | 32,8               | 33,3               | 30,6               | 25,6               | 19,4               | 15,0               | 24,4               |
| Середній мінімум, °C    | 3,9                | 5,6                | 9,4                | 13,3               | 18,3               | 21,7               | 22,8               | 22,8               | 20,0               | 13,9               | 9,4                | 5,0                | 13,9               |
| Абсолютний мінімум, °C  | −14,4              | −11,7              | −8,3               | −2,8               | 1,7                | 7,8                | 10,6               | 12,8               | 1,1                | −5,6               | −5,6               | −10,6              | −14,4              |
| Норма опадів, мм        | 134                | 119                | 126                | 100                | 114                | 157                | 99                 | 102                | 109                | 141                | 161                | 156                | 1518               |
| ----------------------- | ------------------ | ------------------ | ------------------ | ------------------ | ------------------ | ------------------ | ------------------ | ------------------ | ------------------ | ------------------ | ------------------ | ------------------ | ------------------ |
| Джерело:                |                    |                    |                    |                    |                    |                    |                    |                    |                    |                    |                    |                    |                    |

## Демографія
Згідно з переписом 2010 року, у місті мешкали 2142 особи в 850 домогосподарствах у складі 555 родин. Густота населення становила 341 особа/км².  Було 984 помешкання (157/км²).
Расовий склад населення:
| - 73,1 % — білих - 19,5 % — чорних або афроамериканців - 1,0 % — корінних американців - 0,7 % — азіатів - 0,1 % — вихідців з тихоокеанських островів - 4,0 % — осіб інших рас |

До двох чи більше рас належало 1,6 %. Частка іспаномовних становила 7,7 % від усіх жителів.
За віковим діапазоном населення розподілялося таким чином: 26,3 % — особи молодші 18 років, 56,6 % — особи у віці 18—64 років, 17,1 % — особи у віці 65 років та старші. Медіана віку мешканця становила 37,3 року. На 100 осіб жіночої статі у місті припадало 89,1 чоловіків;  на 100 жінок у віці від 18 років та старших — 82,6 чоловіків також старших 18 років.
Середній дохід на одне домашнє господарство  становив 33 087 доларів США (медіана — 22 639), а середній дохід на одну сім'ю — 42 017 доларів (медіана — 28 750). За межею бідності перебувало 26,3 % осіб, у тому числі 38,1 % дітей у віці до 18 років та 20,8 % осіб у віці 65 років та старших.
Цивільне працевлаштоване населення становило 665 осіб. Основні галузі зайнятості: освіта, охорона здоров'я та соціальна допомога — 32,6 %, роздрібна торгівля — 11,3 %, мистецтво, розваги та відпочинок — 8,6 %, виробництво — 8,4 %.